# Hélène Heemskerk
Hélène Heemskerk (Zevenhoven, 2 juli 1991) is een Nederlands voetballer. Zij behoorde vanaf seizoen 2010/11 tot de speelsters van het FC Utrecht dat in 2007 toetrad tot de Eredivisie voor vrouwen. Na 3,5 seizoen bij FC Utrecht maakte zij de overstap naar ADO Den Haag Vrouwen.

## Carrière
Heemskerk maakte in de zomer van 2010 de overstap van haar amateurvereniging Legmeervogels naar BVO FC Utrecht om te gaan spelen in de Eredivisie Vrouwen. Daarvoor speelde ze ook nog voor SV Zevenhoven. Ze maakte op 4 oktober van dat jaar haar debuut voor de club tegen FC Zwolle in het restant van het duel dat eerder stil werd gelegd wegens onweer.
Op 21 januari 2014 werd de stichting Vrouwenvoetbal Utrecht (SVVU) door de rechtbank failliet verklaard en het vrouwenvoetbal van FC Utrecht werd op 31 januari door de KNVB geschrapt. Heemskerk maakte per direct (1 februari 2014) de overstap naar ADO Den Haag Vrouwen. Na 3,5 jaar ADO en een jaar SC Buitenveldert keerde Heemskerk in het seizoen 2018/2019 terug op het oude nest: SV Zevenhoven.

## Statistieken
| Seizoen | Club         | Land      | Competitie | Wedstrijden | Doelpunten |
| ------- | ------------ | --------- | ---------- | ----------- | ---------- |
| 2010/11 | FC Utrecht   | Nederland | Eredivisie | 19          | 0          |
| 2011/12 | FC Utrecht   | Nederland | Eredivisie | 18          | 0          |
| 2012/13 | FC Utrecht   | Nederland | Eredivisie | 26          | 0          |
| 2013/14 | FC Utrecht   | Nederland | Eredivisie | 16          | 0          |
| 2013/14 | ADO Den Haag | Nederland | Eredivisie | 10          | 0          |
| 2014/15 | ADO Den Haag | Nederland | Eredivisie | 24          | 0          |
| 2015/16 | ADO Den Haag | Nederland | Eredivisie | 24          | 0          |
| 2016/17 | ADO Den Haag | Nederland | Eredivisie | 21          | 0          |
| Totaal  | Totaal       | Totaal    | Totaal     | 158         | 0          |

Laatste update 13 april 2017 (CEST)
1 Lorsheijd ·
2 Vonk ·
3 Noordermeer ·
4 Pijnacker Hordijk ·
5 Nelemans ·
6 Raaijmakers  ·
7 Van Raay ·
8 Van den Goorbergh ·
9 Loonen ·
10 Van Oosten ·
11 Viehoff ·
14 Remmers ·
15 Van den Ende ·
16 Grimmius ·
18 Glotzbach ·
19 Boerboom ·
20 Van Mierlo ·
21 Burgers ·
23 Dupon ·
24 Van Egmond ·
35 Bol ·
Coach: Glotzbach
Assistent-coach: Van Tol